# Станнид иридия
Станнид иридия — бинарное неорганическое соединение
олова и иридия
с формулой IrSn,
кристаллы.

## Получение
- Сплавление стехиометрических количеств чистых веществ:

{\displaystyle {\mathsf {Sn+Ir\ {\xrightarrow {T}}\ IrSn}}}

## Физические свойства
Станнид иридия образует кристаллы
гексагональной сингонии,
пространственная группа P 63/mmc,
параметры ячейки a = 0,3988 нм, c = 0,5567 нм, Z = 2,
структура типа арсенида никеля NiAs
.